# Graciliscincus shonae
Graciliscincus shonae là một loài thằn lằn trong họ Scincidae. Loài này được Sadlier mô tả khoa học đầu tiên năm 1987.